# Schweizerregementet de Karrer
Schweizerregementet de Karrer  (från 1752 de Hallwyl) var ett främlingsregemente i fransk kolonial tjänst 1719-1763.

## Historia
Regementet de Karrer organiserades 1719 av Franz Adam Karrer, en schweizisk officer i fransk tjänst, för tjänstgöring i den franska armén. Två år senare övergick det i marinministeriets tjänst för tjänstgöring i kolonierna och som marininfanteri. 1736 efterträdde Ludwig Ignaz Karrer sin fader som överste och regementsinnehavare. Vid dennes död 1752 blev Franz Josef von Hallwyl regementsinnehavare tills regementets nedläggning 1763. Regementets officerare var schweizare; soldaterna rekryterades i Schweiz och Tyskland. 

## Organisation
Regementet bestod ursprungligen av tre kompanier; Livkompaniet fungerade som depå och var stationerat i Rochefort; andra kompaniet var stationerat på Martinique; tredje kompaniet på Haiti. Detachement från Livkompaniet sändes till fästningen Louisbourg i Akadien; 50 soldater 1722, 100 soldater 1724; 150 soldater från 1741 till fästningens kapitulation 1745. Det var soldater från detta regemente som var kärnan i det myteri som utbröt där 1744. Mellan 1747 och 1749 tjänstgjorde 30 soldater från regementet i Québec. Ett fjärde kompani uppsattes 1731 och det var stationerat i Louisiana  till 1764. Ett femte kompani organiserades 1752 och sändes till Haiti. Regementet lades ned 1763. 

## Rättslig ställning och privilegier
Regementets officerare och soldater stod inte i ett personligt lydnads- eller trohetsförhållande till konungen av Frankrike, utan endast till regementets överste, som även utfärdade officerarnas fullmakter. Översten och regementsinnehavaren hade slutit en kapitulation med konungen genom marinministeriet i vilket han ställde regementet och dess personal i fransk tjänst. Det var alltså översten som genom kapitulationen hade förbundit sig och regementet till kollektiv trohet. Kapitulationen var ett ömsesidigt avtal där bägge parters villkor noga föreskrevs. Under regementets existens förnyades kapitulationen vart tionde år. Som främlingsregemente åtnjöt regementet vissa privilegier rörande rättsvård och inre tjänst. Religionsfriheten – liberté de conscience –  var garanterad, vilket betydde att protestanter kunde rekryteras och protestantiska soldater och officerare inte behövde delta i officiella katolska ceremonier där militär medverkan ingick. Regementet åtnjöt även privilegiet av en egen jurisdiktion och förmånen av att enbart kunna rannsakas inför en regementskrigsrätt. Detta gällde även vid brott mot civila.  Regementets privilegier utlöste ofta konflikter med de lokala militära och civila myndigheterna. Myteriet 1744 var ett uttryck för de schweiziska soldaternas vilja att försvara sin särställning. 

## Uniformer
Regementet bar röda uniformsrockar med blå uppslag och vita knapphål, blått foder, västar, knäbyxor och strumpor (vita från 1739) samt knappar av vitmetall. Trumslagarna bar överstens livré, inte konungens, och deras trummor var dekorerade med hans heraldiska vapen.

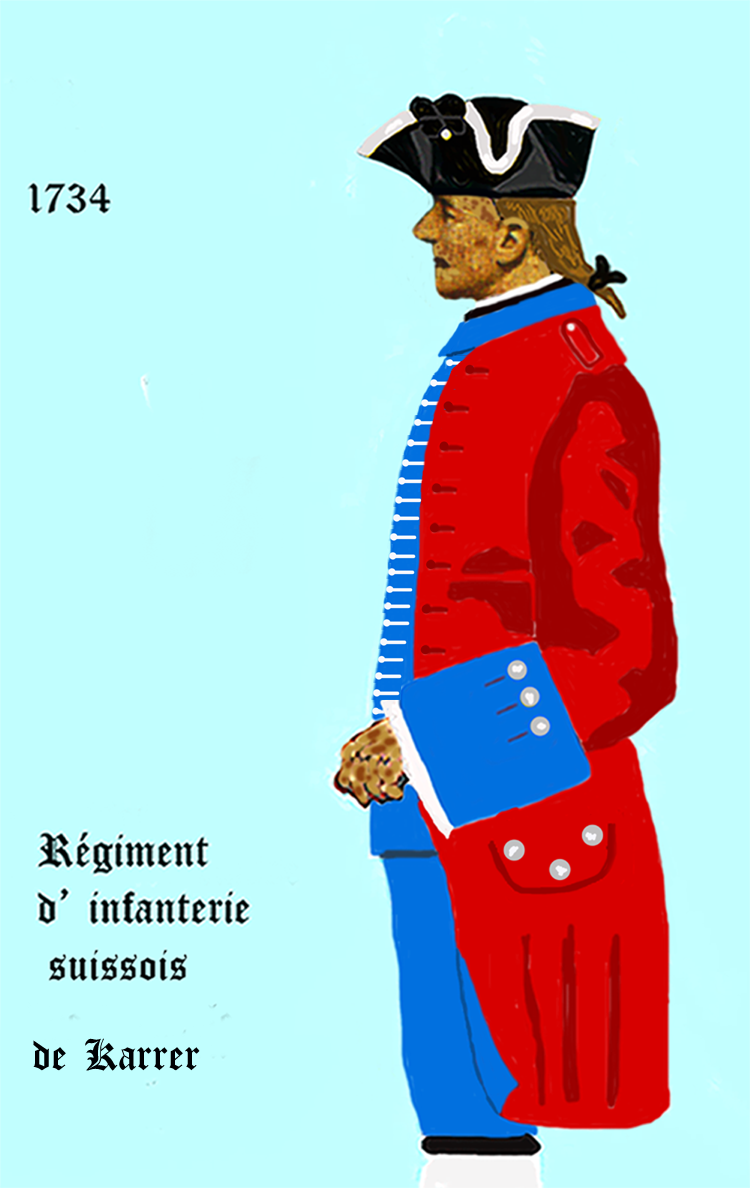
Regementets uniform 1734.
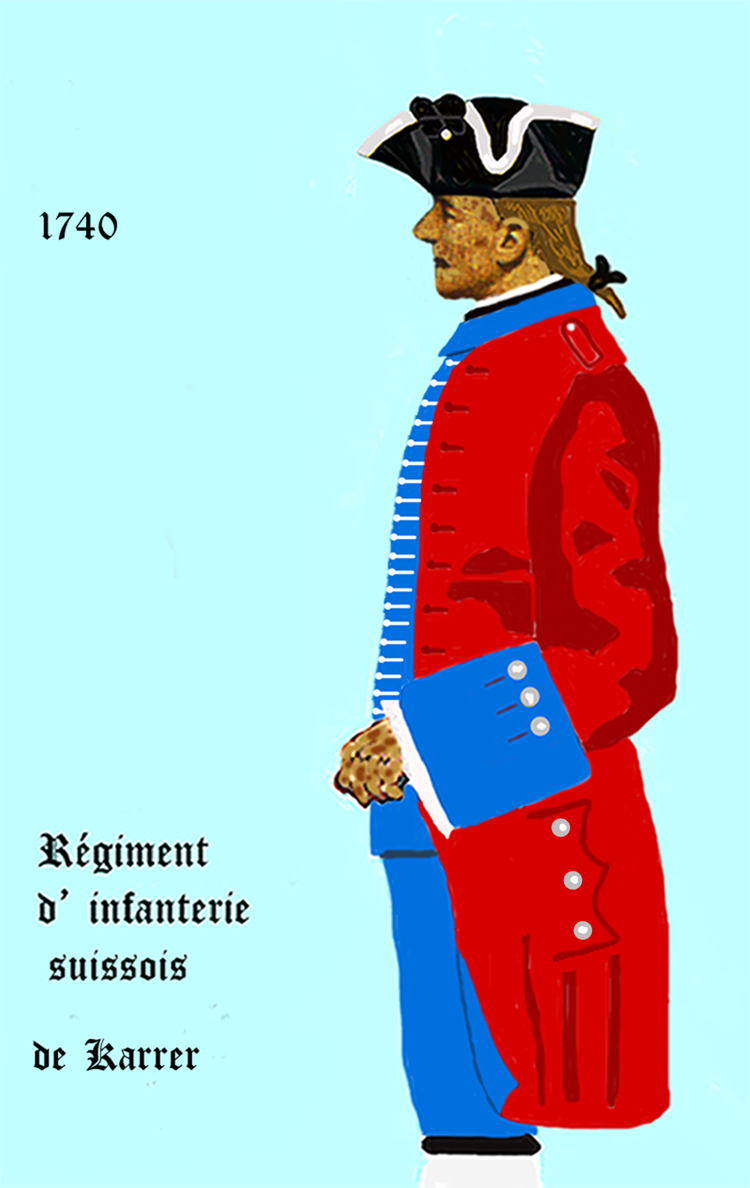
Regementets uniform 1740.